# Toppserien 2022
La Toppserien 2022 è stata la 39ª edizione della massima serie del campionato norvegese. La competizione, iniziata il 20 marzo si è conclusa il 30 dicembre 2022 con il Sandviken, per la prima volta campione di Norvegia nella passata edizione, a difenderne il titolo ma iscritto al campionato come formazione femminile del Brann dopo l'assorbimento della società da parte del club di Bergen.
Il Brann ha vinto il campionato per la prima volta, la seconda considerando anche il titolo conquistato dal Sandviken, nella sua storia.

## Stagione

### Novità
Dalla Toppserien 2021 è stato retrocesso il Klepp, mentre dalla 1. divisjon 2021 è stato promosso il Røa, tornato al campionato di vertice dopo un anno in seconda serie.

### Formula
Per quest'edizione si è mantenuta la formula a 10 squadre che era stata introdotta nella stagione 2021, sebbene già prevista dal campionato 2020 ma rinviata a causa delle restrizioni previste per contenere la pandemia di COVID-19. Le squadre partecipanti si sono affrontate in un girone all'italiana con partite di andata e ritorno per un totale di 18 giornate, ricorrendo, per determinare la salvezza o meno della nona classificata, allo spareggio promozione-retrocessione utilizzato nella formula del precedente campionato. La squadra campione di Norvegia ha avuto il diritto di partecipare alla UEFA Women's Champions League 2023-2024 partendo dai sedicesimi di finale, mentre la seconda classificata è stata ammessa al turno di qualificazione della UEFA Women's Champions League 2023-2024. La penultima classificata ha affrontato la seconda classificata in 1. divisjon nello spareggio promozione-retrocessione mentre l'ultima classificata è stata retrocessa direttamente nella divisione inferiore.

## Squadre partecipanti
| Club         | Città        | Stadio                                       | Stagione precedente                     |
| ------------ | ------------ | -------------------------------------------- | --------------------------------------- |
| Arna-Bjørnar | Arna         | Arna Idrettspark                             | 5º posto in Toppserien                  |
| Avaldsnes    | Avaldsnes    | Avaldsnes Idrettssenter                      | 8º posto in Toppserien                  |
| Brann        | Bergen       | Stemmemyren, Brann Stadion                   | 1º posto in Toppserien (come Sandviken) |
| Kolbotn      | Nordre Follo | Sofiemyr Stadion, KFUM Arena                 | 6º posto in Toppserien                  |
| LSK Kvinner  | Lillestrøm   | LSK-hallen                                   | 3º posto in Toppserien                  |
| Lyn          | Oslo         | Kringsjå kunstgress, Grorud Match Kunstgress | 9º posto in Toppserien                  |
| Rosenborg    | Trondheim    | Koteng Arena, Lerkendal Stadion              | 2º posto in Toppserien                  |
| Røa          | Oslo         | Røa Kunstgress                               | 1º posto in 1. divisjon                 |
| Stabæk       | Bærum        | Nadderud Stadion                             | 7º posto in Toppserien                  |
| Vålerenga    | Oslo         | Intility Arena                               | 4º posto in Toppserien                  |

## Prima fase

### Classifica finale
|  | Pos. | Squadra      | Pt | G  | V  | N | P  | GF | GS | DR  |
|  | ---- | ------------ | -- | -- | -- | - | -- | -- | -- | --- |
|  | 1.   | Brann        | 45 | 18 | 14 | 3 | 1  | 53 | 13 | +40 |
|  | 2.   | Rosenborg    | 41 | 18 | 13 | 2 | 3  | 40 | 12 | +28 |
|  | 3.   | Vålerenga    | 39 | 18 | 12 | 3 | 3  | 48 | 12 | +36 |
|  | 4.   | Stabæk       | 27 | 18 | 8  | 3 | 7  | 23 | 22 | +1  |
|  | 5.   | Kolbotn      | 26 | 18 | 8  | 2 | 8  | 27 | 22 | +5  |
|  | 6.   | Lyn          | 26 | 18 | 7  | 5 | 6  | 22 | 26 | -4  |
|  | 7.   | LSK Kvinner  | 23 | 18 | 6  | 5 | 7  | 23 | 21 | +2  |
|  | 8.   | Arna-Bjørnar | 14 | 18 | 4  | 2 | 12 | 18 | 53 | -35 |
|  | 9.   | Avaldsnes    | 11 | 18 | 3  | 2 | 13 | 15 | 50 | -35 |
|  | 10.  | Røa          | 3  | 18 | 0  | 3 | 15 | 9  | 47 | -38 |

Regolamento:
Tre punti a vittoria, uno a pareggio, zero a sconfitta.
La classifica viene stilata secondo i seguenti criteri:
- Punti conquistati
- Differenza reti generale
- Reti totali realizzate
- Punti conquistati negli scontri diretti
- Differenza reti negli scontri diretti
- Reti realizzate in trasferta negli scontri diretti (solo tra due squadre)
- Reti realizzate negli scontri diretti

## Risultati

### Tabellone
|              | Arn  | Ava  | Bra  | Kol  | LSK  | Lyn  | Ros  | Røa  | Sta  | Vål  |
| ------------ | ---- | ---- | ---- | ---- | ---- | ---- | ---- | ---- | ---- | ---- |
| Arna-Bjørnar | ---- | 2-1  | 0-6  | 0-5  | 1-0  | 1-2  | 2-4  | 2-1  | 1-2  | 0-3  |
| Avaldsnes    | 0-3  | ---- | 1-2  | 0-3  | 0-2  | 2-2  | 1-3  | 1-1  | 0-1  | 0-3  |
| Brann        | 7-0  | 10-0 | ---- | 2-1  | 3-3  | 4-0  | 2-1  | 2-0  | 1-1  | 1-0  |
| Kolbotn      | 2-0  | 0-3  | 1-2  | ---- | 2-1  | 0-1  | 0-2  | 1-0  | 1-1  | 3-1  |
| LSK Kvinner  | 2-0  | 1-2  | 0-1  | 3-2  | ---- | 0-0  | 0-0  | 1-1  | 2-0  | 0-3  |
| Lyn          | 1-1  | 3-2  | 0-2  | 1-1  | 1-3  | ---- | 2-1  | 3-1  | 1-2  | 1-3  |
| Rosenborg    | 4-1  | 6-0  | 1-0  | 2-0  | 1-0  | 0-1  | ---- | 5-0  | 1-0  | 2-0  |
| Røa          | 2-2  | 0-2  | 2-5  | 1-4  | 0-3  | 0-2  | 0-3  | ---- | 0-3  | 0-4  |
| Stabæk       | 2-1  | 2-0  | 1-2  | 0-1  | 3-1  | 1-1  | 2-3  | 1-0  | ---- | 1-4  |
| Vålerenga    | 9-1  | 6-0  | 1-1  | 2-0  | 1-1  | 2-0  | 1-1  | 3-0  | 2-0  | ---- |

La partita tra Kolbotn e Avaldsnes fu inizialmente rinviata a causa delle cattive condizioni del campo. L'Avaldsnes si è poi aggiudicato la vittoria per 3-0 a tavolino.

## Poule per il titolo
Nella poule per il titolo le quattro squadre sono partite, rispettivamente, con 6, 4, 2 e 0 punti, in base alla loro posizione nella stagione regolare. Si sono affrontate due volte, per un totale di sei partite per squadra. Le prime due classificate si sono qualificati per il primo turno di Champions League.

### Classifica finale
|  | Pos. | Squadra   | Pt | G | V | N | P | GF | GS | DR  |
|  | ---- | --------- | -- | - | - | - | - | -- | -- | --- |
|  | 1.   | Brann     | 20 | 6 | 4 | 2 | 0 | 10 | 4  | +6  |
|  | 2.   | Vålerenga | 15 | 6 | 4 | 1 | 1 | 16 | 3  | +13 |
|  | 3.   | Rosenborg | 11 | 6 | 2 | 1 | 3 | 7  | 8  | -1  |
|  | 4.   | Stabæk    | 0  | 6 | 0 | 0 | 6 | 2  | 20 | -18 |

Legenda:
      Campione di Norvegia e ammessa alla UEFA Women's Champions League 2023-2024.
      Ammessa alla UEFA Women's Champions League 2023-2024.

### Risultati

#### Tabellone
|           | Bra  | Ros  | Sta  | Vål  |
| --------- | ---- | ---- | ---- | ---- |
| Brann     | ---- | 1-1  | 3-0  | 1-1  |
| Rosenborg | 1-2  | ---- | 3-1  | 0-1  |
| Stabæk    | 1-0  | 1-2  | ---- | 0-5  |
| Vålerenga | 1-2  | 2-0  | 6-0  | ---- |

## Poule salvezza
Nel girone di retrocessione, tutte le otto squadre sono partite con 0 punti. Ogni squadra ha giocato sette partite. Un sorteggio ha deciso quali squadre disputavano tre partite in casa e quali quattro. Le ultime due squadre sono state retrocesse, mentre la sesta classificata ha partecipato allo spareggio per la retrocessione contro la prima classificata dei play-off di 1. divisjon.

### Classifica finale
|  | Pos. | Squadra      | Pt | G | V | N | P | GF | GS | DR  |
|  | ---- | ------------ | -- | - | - | - | - | -- | -- | --- |
|  | 1.   | Lyn          | 15 | 7 | 4 | 3 | 0 | 14 | 8  | +6  |
|  | 2.   | Arna-Bjørnar | 14 | 7 | 4 | 2 | 1 | 17 | 6  | +11 |
|  | 3.   | LSK Kvinner  | 11 | 7 | 3 | 2 | 2 | 14 | 9  | +5  |
|  | 4.   | Åsane        | 10 | 7 | 3 | 1 | 3 | 4  | 9  | −5  |
|  | 5.   | Røa          | 8  | 7 | 2 | 2 | 3 | 12 | 11 | +1  |
|  | 6.   | Avaldsnes    | 7  | 7 | 2 | 1 | 4 | 10 | 11 | -1  |
|  | 7.   | Tromsø       | 7  | 7 | 2 | 1 | 4 | 7  | 19 | -12 |
|  | 8.   | Kolbotn      | 5  | 7 | 1 | 2 | 4 | 8  | 13 | -5  |

Legenda:
 Ammessa allo spareggio promozione-retrocessione.
      Retrocessa in 1. divisjon 2023.

## Play-off promozione-retrocessione
Al play-off sono state ammesse la nona classificata in Toppserien, l'Avaldsnes, e la seconda classificata in 1. divisjon, l'Øvrevoll Hosle.
|                | Risultati   |                | Luogo e data             |
| -------------- | ----------- | -------------- | ------------------------ |
| Øvrevoll Hosle | 1 - 1       | Avaldsnes      | Bærum, 6 novembre 2022   |
| Avaldsnes      | 2 - 1 (dts) | Øvrevoll Hosle | Karmøy, 19 novembre 2022 |

## Statistiche

### Classifica marcatrici
Fonte: sito della federazione norvegese.
| Gol | Rigori |  | Giocatore                    | Squadra     |
| --- | ------ |  | ---------------------------- | ----------- |
| 19  |        |  | Elise Thorsnes               | LSK Kvinner |
| 10  |        |  | Elisabeth Terland            | Brann       |
| 7   | 1      |  | Tonje Erikstein              | Kolbotn     |
| 7   |        |  | Anna Nerland Aahjem          | Lyn         |
| 6   | 1      |  | Olaug Tvedten                | Vålerenga   |
| 6   | 1      |  | Sara Kanutte Sørensen Fornes | Rosenborg   |
| 6   |        |  | Janni Thomsen                | Vålerenga   |
| 6   |        |  | Maria Dybwad Brochmann       | Brann       |
| 5   | 3      |  | Rikke Bogetveit Nygard       | Vålerenga   |
| 5   | 2      |  | Marit Bratberg Lund          | Brann       |
| 5   | 1      |  | Rakel Engesvik               | Brann       |
| 5   |        |  | Anna Langås Jøsendal         | Rosenborg   |
| 5   |        |  | Emilie Nautnes               | Rosenborg   |
| 5   |        |  | Emma Stølen Godø             | LSK Kvinner |
| 5   |        |  | Nora Eide Lie                | Brann       |